# USA:s Grand Prix East 1982
USA:s Grand Prix East 1982 eller Detroits Grand Prix 1982 var det sjunde av 16 lopp ingående i formel 1-VM 1982. Detta var den första av sju amerikanska VM-deltävlingar som kördes i Detroit.

## Resultat
1. John Watson, McLaren-Ford, 9 poäng
2. Eddie Cheever, Ligier-Matra, 6
3. Didier Pironi, Ferrari, 4
4. Keke Rosberg, Williams-Ford, 3
5. Derek Daly, Williams-Ford, 2
6. Jacques Laffite, Ligier-Matra, 1
7. Jochen Mass, March-Ford
8. Marc Surer, Arrows-Ford
9. Brian Henton, Tyrrell-Ford
10. René Arnoux, Renault
11. Chico Serra, Fittipaldi-Ford

### Förare som bröt loppet
- Alain Prost, Renault (varv 54, för få varv)
- Nigel Mansell, Lotus-Ford (44, motor)
- Niki Lauda, McLaren-Ford (40, kollision)
- Michele Alboreto, Tyrrell-Ford (40, snurrade av)
- Bruno Giacomelli, Alfa Romeo (30, kollision)
- Elio de Angelis, Lotus-Ford (17, växellåda)
- Eliseo Salazar, ATS-Ford (13, snurrade av)
- Roberto Guerrero, Ensign-Ford (6, kollision)
- Riccardo Patrese, Brabham-Ford (6, kollision)
- Andrea de Cesaris, Alfa Romeo (2, transmission)
- Jean-Pierre Jarier, Osella-Ford (2, tändning)
- Manfred Winkelhock, ATS-Ford (1, snurrade av)
- Raul Boesel, March-Ford (0, kollision)
- Mauro Baldi, Arrows-Ford (0, kollision)

### Förare som ej startade
- Riccardo Paletti, Osella-Ford

### Förare som ej kvalificerade sig
- Emilio de Villota, March-Ford
- Nelson Piquet, Brabham-BMW
- Jan Lammers, Theodore-Ford